# 286. strelska divizija (ZSSR)
286. strelska divizija (izvirno rusko 286. стрелковая дивизия; kratica 286. SD) je bila strelska divizija Rdeče armade v času druge svetovne vojne.

## Zgodovina
Divizija je bila ustanovljena julija 1941 v Čerepovecu.